# De tempel der onsterfelijken
De tempel der onsterfelijken (oorspronkelijke Franse titel: Le temple des immortels) is het 28ste album uit de stripreeks Yoko Tsuno.

## Verhaal
In dit album krijgt  Yoko een bericht van Khany die haar hulp inroept.